# Bogaya jezik
Bogaya jezik (ISO 639-3: boq; bogaia, pogaya), transnovogvinejski jezik koji zajedno s jezikom duna [duc] čini širu podskupinu duna-bogaya. 
Govori ga oko 300 ljudi (Wurm and Hattori 1981) u provincijama Western i Southern Highlands.

## Vanjske poveznice
- Ethnologue (14th)
- Ethnologue (15th)